# Le Plateau
Le Plateau was het drie-maandelijks orgaan van de Club van Vrienden van het Franse Chanson, dat verscheen van 1955-1967. Algemeen doel was de bevordering van het chanson in Nederland.
Deze club en het blad zijn opgericht door de impresario Jo van Doveren, cabaretier Alex de Haas (pseudoniem van Alexander Nederveen) en de accountant Ben Levi (die bekend was van de aandacht die hij op de radio besteedde aan het Franse chanson).
Er werd in Le Plateau verslag gedaan van optredens, zowel in Nederland als in Frankrijk, teksten van recente chansons werden afgedrukt, en regelmatig werden kortere of langere artikelen gewijd aan één bepaalde zanger(es). Verder was er de 'Tekstenruilcentrale': mensen die de tekst zochten van een bepaald chanson konden hier terecht, en mensen die teksten hadden werden gevraagd deze op te sturen. Ook boeken over het chanson werden besproken. Naast tekst bevatte het tijdschrift zwart-wit foto's. Belangrijkste rubriek was Des disques il en pleut waarin kort nieuw verschenen platen werden besproken. Vooral hier bleek  hoe goed men op de hoogte was. Het blad speelde zijn rol in een tijd dat platen in opkomst waren (langspeelplaten, ep's en singles), maar slechts een deel van de in Frankrijk verschenen muziek verkrijgbaar was in Nederland. En vooral over minder bekende Franse zangers was informatie schaars in Nederland.
Nadat Jo van Doveren en Alex de Haas zich hadden terug getrokken, traden H.J.H van Dijk, E.A.S.Th. Schutte en Elisabeth Duncker toe tot de redactie. Naast de redactieleden, die het leeuwendeel van de artikelen voor hun rekening namen, schreven in Le Plateau onder andere de journalist Rudolf Bakker en Joke Kool-Smit (die toen lerares Frans was en elders ook over Franse literatuur schreef). Soms werd ook een artikel uit de Franse pers overgenomen. Terugkerend thema was de dreigende 'commercialisering' van het chanson.
Het eerste nummer van Le Plateau was nog een gestencild blaadje, daarna verscheen het gedrukt in de rechthoekeige vorm die het de rest van zijn bestaan behouden heeft: 15 cm hoog, 21 cm breed. Le Plateau werd gedrukt door Drukkerij N.V. West-Friesland,  Hoorn.
In de loop van de jaren zijn de volgende aantallen verschenen:
- 1956: 6 nummers
- 1957: 4 nummers
- 1958: 4 nummers
- 1960: 4 nummers
- 1961: 4 nummers
- 1962: 4 nummers
- 1963: 4 nummers
- 1964: 4 nummers
- 1965: 4 nummers
- 1966: 2 nummers
- 1967: 2 nummers.

In 1966 verscheen n.a.v. het 10-jarig jubileum een dubbelnummer onder de titel "10 jaar Le Plateau": in 1958 was het blad niet verschenen, vandaar dat na 11 jaar het 10-jarig jubileum werd gevierd.